# Hypersialorrhée
L’hypersialorrhée, appelée aussi hypersialie, hypersalivation ou ptyalisme (du grec ptualismos « crachat »), est un terme médical désignant la sécrétion surabondante de la salive et du fluide muqueux buccal.

## Causes
L'étiologie est variée, les causes peuvent se classer par origines : bactériennes, gastro-intestinales, respiratoires, cardiovasculaires, alimentaires, mécaniques, nerveuses ou toxiques.
Chez un nouveau-né, toute hypersialorrhée est présumée être le reflet d'une atrésie de l'œsophage jusqu'à preuve du contraire.
L’hypersialorrhée aiguë peut être causée par :
- une grossesse ;
- un ulcère dentaire, une carie dentaire ;
- une gingivite, une épiglottite ;
- un cancer ;
- un abcès (amygdalien, rétropharyngé) ;
- la douleur ;
- certains médicaments : neuroleptiques atypiques (tels que olanzapine, rispéridone et plus encore la clozapine[2],[3]), le lithium[4], les inhibiteurs de cholinestérases[2], le béthanéchol[2], le clonazépam[2], le clobazam[2], le zonisamide[2] ou le tétrabénazine[2] ;
- divers produits chimiques susceptibles de causer des troubles neurologiques : pesticides antiparasitaires dont l'antihelminthique lévamisole et certains traitements anti-puces externes pour chiens et chats, l'ingestion de glyphosate (Roundup)[5].

C'est également l'un des symptômes du diverticule de Zenker.
L’hypersialorrhée chronique peut être causée par :
- la rage ;
- la maladie de Parkinson ;
- un traumatisme neurologique ;
- des médicaments (en prise chronique) ;
- une obstruction nasale ;
- une taille de la langue disproportionnée ;
- le stress ;
- la position du corps et de la tête.

## Traitement
Il dépend de la cause. On peut aussi administrer un anticholinergique pour réduire l'hypersécrétion.